# Colesbukta
Colesbukta (en rus: Кoлэсбуkтa) és un assentament abandonat rus situat a l'illa de Spitsbergen, a l'arxipèlag Svalbard, Noruega.
A finals del segle xviii, es va descobrir hulla a Spitsbergen, a la ribera de l'Isfjorden. A causa de l'auge i exploració al llarg de les costes del fiord, va augmentar el nombre d'empleats de la mina, la qual cosa va propiciar l'establiment d'una localitat, propera als llocs d'extracció. Fundada pels russos a principis del segle xx, Colesbukta va intensificar la seva activitat a finals dels anys 1950 i va ser dotada d'un petit ferrocarril que la unia a la seva veïna Grúmant. Va ser completament abandonada el 1972.